# یوهان کمپ
یوهان کمپ (فنلاندی: Johan Kemp; ۱ ژوئیهٔ ۱۸۸۱ – ۲۰ اکتبر ۱۹۴۱) ژیمناست هنری اهل فنلاند بود.